# Ігнасіо Мірамон
Ігнасіо Мірамон (ісп. Ignacio Miramón, нар. 12 червня 2003, Сан-Карлос-де-Болівар, Аргентина) — аргентинський футболіст, атакувальний півзахисник французького клубу «Лілль».
На правах оренди грає в аргентинському «Бока Хуніорс».

## Ігрова кар'єра

### Клубна
Ігнасіо Мірамон є вихованцем футбольної академії аргентинського клубу «Хімнасія і Есгріма». Влітку 2020 року тодішній тренер команди Дієго Марадона вніс Мірамона в заявку на передсезонний збір команди. Офіційний дебют футболіста в команді відбувся у лютому 2021 року. А в березні того року Ігнасіо підписав з клубом професійний контракт.
У серпні 2023 року Мірамон перейшов до французького клубу «Лілль», підписавши з клубом п'ятирічний контракт.
В серпні 2024 року мірамон повернувся до Аргентини, де на правах оренди продовжив грати за клуб «Бока Хуніорс».

### Збірна
У 2023 році у складі молодіжної збірної Аргентини Ігнасіо Мірамон брав участь у домашньому чемпіонаті світу.

## Титули
Індивідуальні
- Гравець сезону в чемпіонату Аргентини: 2023